# Jayariyú Farías Montiel
Jayariyú Farías Montiel (Maracaibo, estado Zulia, Venezuela, 8 de abril de 1978-ídem, 21 de septiembre de 2017) fue una periodista, locutora venezolana. Fundadora y directora del periódico wayuunaiki de origen wayúu. Activista por los derechos de las comunidades indígenas.

## Biografía
Su padre fue el comunicador Gerardo Jesús Farías. Su niñez estuvo marcada por sus constantes viajes al territorio de su familia en el municipio Guajira, del estado Zulia. Se dedicó a estudiar periodismo por influencias de su padre, quien la encaminó hacia el periodismo con énfasis en las problemáticas sociales de las comunidades indígenas. Fue madre de 3 niños.
Falleció en el año 2017 por complicaciones de un edema cerebral a causa de una deficiencia diabética.

### Carrera
Estudió en la Universidad Católica Cecilio Acosta la carrera de comunicación. Al culminar su carrera se dedicó principalmente a sentar las bases del periódico wayuunaiki, que en principio nació como un proyecto universitario cuando apenas culminaba su preparación académica. Fue en abril del año 2000 que nace el periódico, el cual logró extenderse en el 2006 para llegar hasta otras regiones y zonas indígenas de Venezuela y posteriormente hacía la Guajira colombiana, convirtiéndose en un proyecto binacional que alcanzaría a cubrir toda la zona fronteriza que ha sido territorio de las comunidades wayúu.
En el año 2010 el periódico obtiene el premio Nacional al periodismo en Venezuela. También fue nominado al «Premio PIDC-UNESCO de Comunicación Rural» en el 2011. El 13 de abril del año 2015 salió la edición 191 que se tituló “Mil historias que contar”.
En mayo de 2012, Jayariyú Farías Montiel denunció ante el Foro Permanente para las Cuestiones Indígenas de la ONU realizado en Nueva York, los constantes derrames petroleros en varios ríos de la región guajira colombo-venezolana. Así como también el desvío del río Ranchería en el departamento de La Guajira colombiana por parte de la empresa Cerrejón. Y la desmilitarización del territorio wayúu en Venezuela.